# مجدي صبحي
مجدي صبحي هو ممثل مصري، تخرج من معهد الفنون المسرحية - أكاديمية الفنون - بمحافظة الجيزة، وشارك في العديد من الأعمال المسرحية، والتليفزيونية التي حظيت بنجاح وشهرة واسعين. مجدي صبحي هو شقيق المخرج والممثل محمد صبحي، كما أن له شقيق آخر يعمل بمجال التمثيل هو شريف صبحي.

## المسيرة الفنية
بدأ الفنان مجدي صبحي مشواره الفني في الثمانينيات بمشاركات صغيرة في عدة أفلام، كما اضطر كذلك في بداياته لارتداء شعر مستعار نظرا لإصابته بالصلع المبكر، ولكنه سرعان ما تخلى عن ارتداء الباروكة بعد اقناع الفنان محمد صبحي له ليظهر بعد ذلك بشكله الطبيعي، وذلك من خلال مشهد كوميدي في الجزء الأول من مسلسل يوميات ونيس. 
شارك مجدي صبحي في أعمال عديدة للفنان محمد صبحي، أشهرها مسلسلات يوميات ونيس وفارس بلا جواد وأنا وهؤلاء، و رجل غني فقير جدا ومسرحيات كارمن وماما أمريكا، كما شارك في عدد من الأعمال الأخرى منها فيلم بلطية العايمة مع الممثلة عبلة كامل.

## وصلات خارجية
- مجدي صبحي على موقع IMDb (الإنجليزية)
- مجدي صبحي على موقع قاعدة بيانات الأفلام العربية